# Костел Фатимської Матері Божої (Новоселиця)

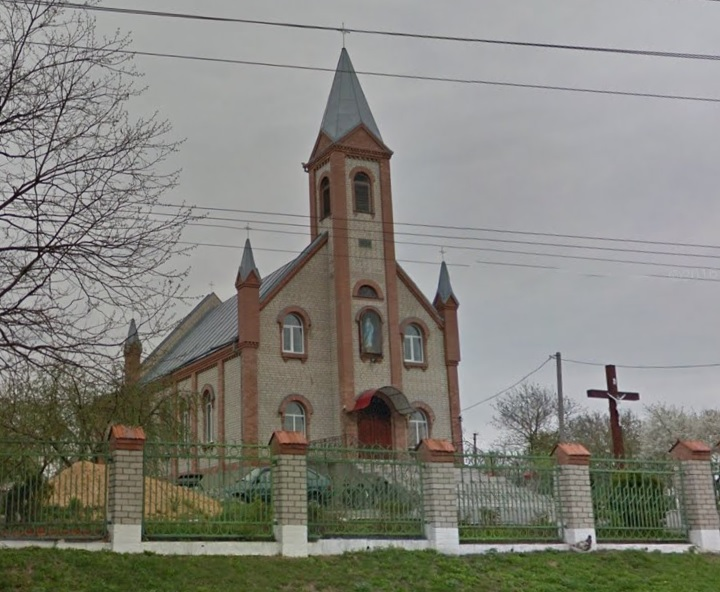
Костел Фатимської Матері Божої

Костел Фатимської Матері Божої — римо-католицький костел у селі Новоселиця Полонського району Хмельницької області, який входить до складу Полонського деканату Римсько-католицької церкви, належить вірним парафії Фатимської Матері Божої (МБФ). Храм збудовано мешканцями села під керівництвом отця-єпископа Станіслава Широкорадюка. Храмове свято відзначається 13 травня. 

## Історія
Костел Фатимської Матері Божої діє з 1995 року. Вибір місця будівництва костелу не випадковий, і пов'язаний з наступною історією:
| | \| Довгий час були проблеми з пошуком земельної ділянки для будівництва костелу. Спочатку хотіли збудувати його у Новоселицькому парку, але влада не дала на це дозволу, оскільки останній був природоохоронною територією. Але у 1993 році місцевій жительці, Марії Капусті, приснився сон, у якому Бог наказав її віддати свою земелю, на якій був її город, для майбутнього костелу. Місце те було дійсно підходяще для храму: біля центральної дороги, на узвишші, з якого відкривався чудовий краєвид на давній парк. Тож жінка вирішила піди до отця Станіслава Широкорадюка і розказати йому про свій сон і намір пожертвувати ділянку. Він, хоч того дня був дуже заклопотаний, вислухав її. І вже наступного року на тому місці розпочалося будівництво святині. \| |
| Довгий час були проблеми з пошуком земельної ділянки для будівництва костелу. Спочатку хотіли збудувати його у Новоселицькому парку, але влада не дала на це дозволу, оскільки останній був природоохоронною територією. Але у 1993 році місцевій жительці, Марії Капусті, приснився сон, у якому Бог наказав її віддати свою земелю, на якій був її город, для майбутнього костелу. Місце те було дійсно підходяще для храму: біля центральної дороги, на узвишші, з якого відкривався чудовий краєвид на давній парк. Тож жінка вирішила піди до отця Станіслава Широкорадюка і розказати йому про свій сон і намір пожертвувати ділянку. Він, хоч того дня був дуже заклопотаний, вислухав її. І вже наступного року на тому місці розпочалося будівництво святині. | |

В парафії працюють священики Францисканці. Парафія має два хори: старший та молодіжний, керівник — Марія Капуста. З грудня 2012 встановлено електродзвін, який дзвонить кожну годину з 7:00 до 21:00.
На розі вулиць Юзькова та Соборної  побудовано каплицю Матері Божої Фатимської (МБФ), де  встановлено копію фігури Матері Божої з Фатіми привезеної з Португалії. 13 червня 2015 року владика Станіслав освятив каплицю на місцевому цвинтарі.